# Xizangia bartschioides
Xizangia bartschioides là loài thực vật có hoa thuộc họ Cỏ chổi. Loài này được (Hand.-Mazz.) D.Y. Hong mô tả khoa học đầu tiên năm 2001.